# Jewhen Rymszyn
Jewhen Łeonidowycz Rymszyn, ukr. Євген Леонідович Римшин (ur. 16 czerwca 1976) – ukraiński piłkarz, grający na pozycji napastnika, a wcześniej pomocnika.

## Kariera piłkarska

### Kariera klubowa
W kwietniu 1993 rozpoczął karierę piłkarską w drugoligowym zespole Zirka Kirowohrad. W październiku 1993 przeszedł do trzecioligowego Siriusa Żółte Wody. Potem występował w drugoligowych klubach Wodnyk Chersoń, Drużba Berdiańsk i Metałurh Donieck. W lipcu 1996 został zaproszony do Dnipra Dniepropetrowsk i już 20 lipca 1996 debiutował w Wyszczej Lidze. Nie potrafił przebić się do podstawowego składu i od końca sierpnia 1996 występował w klubach Metałurh Nowomoskowsk, Zirka-NIBAS Kirowohrad i Prykarpattia Iwano-Frankiwsk. Na początku 1998 został piłkarzem Krywbasa Krzywy Róg, w której występował przez 5 lat. Podczas przerwy zimowej sezonu 2003/04 był na testach w Zirce Kirowohrad, ale w kwietniu 2004 zasilił skład Karpat Lwów. Jednak już w maju 2004 odszedł do drugoligowego Hirnyka Krzywy Róg, a latem 2004 wyjechał do Kazachstanu, gdzie przez pół roku występował w klubie Żenis Astana. Na początku 2005 powrócił do Ukrainy, gdzie podpisał kontrakt z Heliosem Charków. Jednak nieczęsto wychodził na boisko w podstawowym składzie, dlatego latem 2005 ponownie wyjechał do Kazachstanu, gdzie bronił barw klubu Ordabasy Szymkent. Na początku 2006 powrócił do Ukrainy, gdzie został piłkarzem Dnipra Czerkasy. Latem 2006 przeszedł do Łokomotywu Dworiczna, w barwach którego zakończył karierę piłkarską.

### Kariera reprezentacyjna
Występował w młodzieżowej reprezentacji Ukrainy.

## Sukcesy i odznaczenia

### Sukcesy klubowe
- brązowy medalista Mistrzostw Ukrainy: 1999, 2000
- finalista Pucharu Ukrainy: 2000